# Чёрная кланяющаяся крачка
Чёрная кланяющаяся крачка (Anous minutus  (лат.)) — вид морских птиц из семейства чайковых (Laridae). Крачка средних размеров с чёрным оперением и бледной светлой шапкой на голове. 
Длина 35-37 см, размах крыльев 66-72 см. Вес 98-144 г.

## Классификация
Известно 7 подвидов этой птицы.
- A. m. worcesteri (McGregor, 1911) – остров Кавалли (Новая Зеландия) и риф Туббатаха (море Сулу)
- A. m. minutus Boie, 1844 – северо-восточная Австралия и Новая Гвинея к архипелагу Туамоту
- A. m. marcusi (Bryan, 1903) – атоллы Минамитори и Уэйк через Микронезию к Каролинским островам
- A. m. melanogenys Gray, 1846 – Гавайские острова к островам Кермадек
- A. m. diamesus (Heller and Snodgrass, 1901) – остров Клиппертон (западнее Мехико) и острова Кокос (западнее Коста-Рики)
- A. m. americanus (Mathews, 1912) – острова Карибского моря
- A. m. atlanticus (Mathews, 1912) – тропические острова в Атлантике

## Описание
Длина 35-37 см, размах крыльев 66-72 см. Вес 98-144 г.

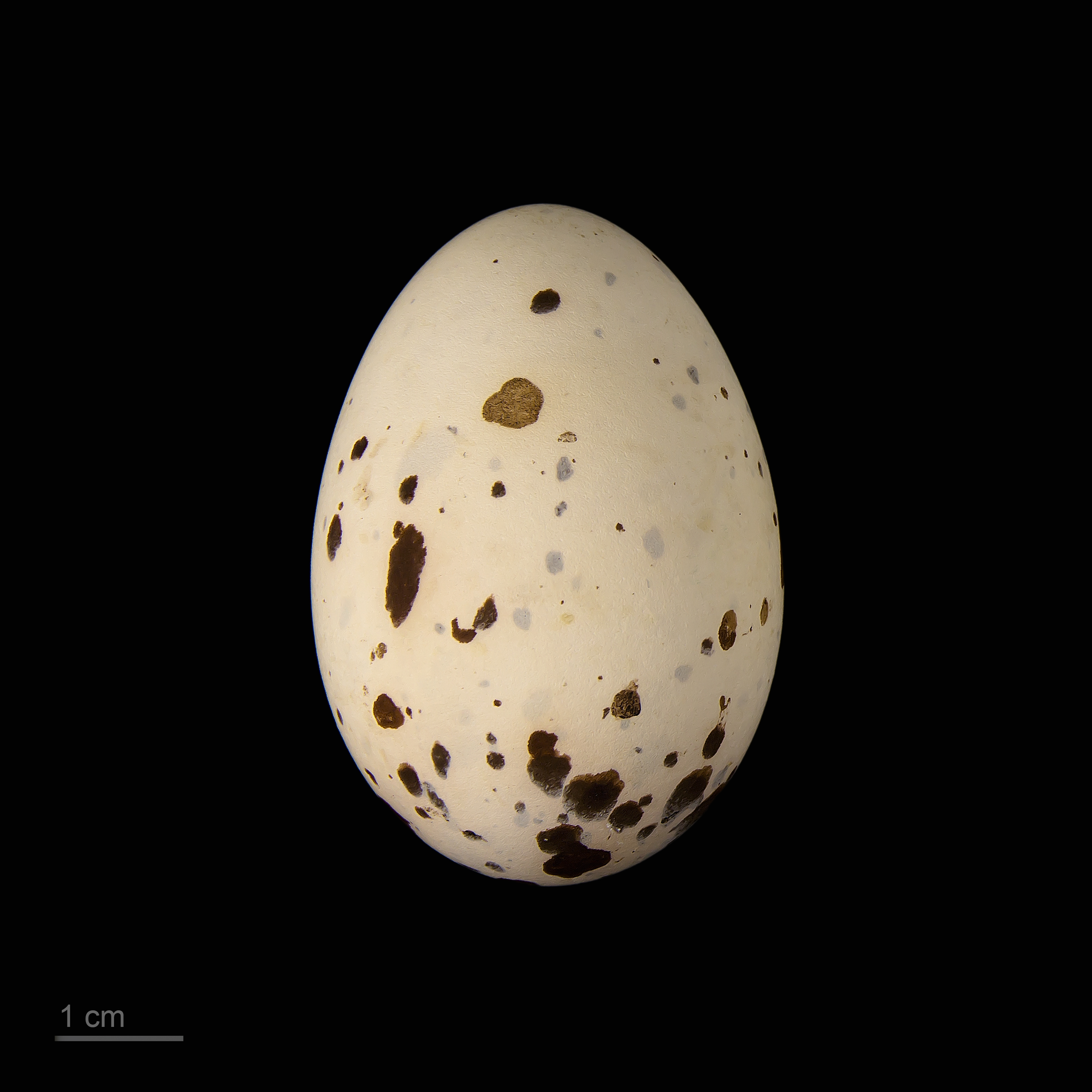
Яйцо Anous minutus - Тулузский музей

## Распространение
Вид распространен по всему миру в тропических и субтропических морях. Колонии расположены на Тихом океане, в Карибском регионе, в центральной части Атлантики и в северо-восточной части Индийского океана. В открытом море птицы встречаются на расстоянии до 80 км от берега. На ночь возвращаются в свои колонии и на острова.